# Du sang dans la sierra
Pour plus de détails, voir Fiche technique et Distribution.
Du sang dans la sierra (Relentless) est un film américain réalisé par George Sherman, sorti en 1948.

## Fiche technique
- Titre original : Relentless
- Titre français : Du sang dans la sierra
- Réalisation : George Sherman
- Scénario : Winston Miller (en) d'après le roman Three Were Thoroughbreds de Kenneth Perkins (en)
- Direction artistique : Stephen Goosson et Walter Holscher (en)
- Photographie : Edward Cronjager
- Montage : Gene Havlick
- Musique : Marlin Skiles
- Pays de production : États-Unis
- Format : Couleurs - 1,37:1
- Genre : western
- Durée : 93 minutes
- Date de sortie : 1948

## Distribution
- Robert Young : Nick Buckley
- Marguerite Chapman : Luella Purdy
- Willard Parker : Jeff Moyer
- Akim Tamiroff : Joe Faringo
- Barton MacLane : Tex Brandow
- Mike Mazurki : Jake
- Robert Barrat :  Ed Simpson
- Clem Bevans : Dad
- Will Wright : Sam